# ديبي فيلدز
ديبي فيلدز (بالإنجليزية: Debbi Fields)‏ قصة امرأة أمريكية اكتشفت حبها لصنع الحلوى فقررت صنعه وبيعه وقامت بمواجهة مجموعة من المصاعب وحلها واكتسبت المهارات العديدة وخاضت مجموعه من التجارب والمخاطر من اجل تحقيق ما تحب

.

## بداية القصة
ديبي فيلدز امرأة أمريكية اسمها ديبي فيلدز، ولدت 18 سبتمبر عام 1956 في مدينة أوكلاند بولاية كاليفورنيا الأمريكية، الأخت الصغرى لخمس أخوات، وكان والدها عامل لحام، وأمها ربة منزل، ولم تظهر عليها في صغرها أي علامة من علامات النبوغ أو العبقرية، لكنها كما تقول عن نفسها، تعلمت أن تجتهد لتكون في مستوى أي شخص تقابله. في صغرها أهداها والدها نصيحة ظلت تذكرها وتعمل بها، قال لها: مهما كان ما ستفعلينه في حياتك، ابحثي عن شيء تحبيه بقوة وبشغف. واكتشفت حبها لصنع الحلوى، احبت ديبي فيلدز Debbi Fields في صغرها صنع حلوى الشوكولاتة ففكرت في أن تبيع ما تصنعه للجيران، ولكن واجتها مشكلة وهي التكلفة المادية لشراء المقادير، فقررت العمل في أحد الملاعب وجمع الكُرات مقابل 5 دولار أسبوعياً، وحين بلغت 13 ربيعا، حصلت على أول وظيفة لها، جمع كرات البيسبول المتناثرة أثناء المباريات، مقابل خمسة دولار في الأسبوع. وقتها استعملت هذا الأجر في شراء مكونات حقيقية لتخبز بها حلوى الشوكولاتة التي اعتادت صنعها، كانت هذه الحلوى تصنع الابتسامة على وجه من يتذوقها .

## عمل ديبي فيلدز
عملت ديبي لمدة ثلاث سنوات في جمع الكور حتى أصبح معها ثروة صغيرة، فاشترت سيارة صغيرة لكي تكون بمثابة كشك تتجول به بين المحطات. في عامها الـ 19 تزوجت من شاب وواجهتها مشكلة التوفيق بين الحياة الزوجية والأبناء وبين العمل، فتخلت عن حُلمها لفترة مؤقتة، وبعد عامين عادت لحُلمها ولكن واجتها مشكلة عدم دعم زوجها لها في مساعدتها لشراء متجر صغير، وقال لها كما في الرواية "فكرة غبية"، ولم تستطع أخذ المساعدة من والديها لأنهما بسطاء.

## قرارات ديبي فيلدز
وهنا قررت أن تأخذ الحلوى التي تصنعها وتدور بها في البنوك التي تدعم مشاريع صغيرة، وظلت هكذا لمدة أسابيع، حتى دعمها أحد رؤساء البنوك وأعطاها قرض صغير. في مدينة بالو ألتو بولاية كاليفورنيا، وفي 16 أغسطس من عام 77، كانت ديبي على موعد مع افتتاحها لأول محل لبيع الحلوى التي تخبزها قال لها زوجها أنها لن تبيع حتى ولو بخمسين دولار، وفي الساعات الأولى من اليوم لم تبع، فقررت حل المشكلة بأن تذهب بالصحن وتدور به بين الأفراد لكي تلفت انتباهم لمتجرها، فباعت في اليوم الأول بـ 75 دولار. مرت الأيام حتى كبر الكشك وأصبح متجرا، وأصبح المحل له العديد من الفروع، وفي خلال سبع سنوات أصبح هناك 2300 فرعاً حول العالم منها 160 فرعاً في أمريكا، برأس مال 45 مليون دولار. وفي عام 1993 قررت بيع الشركة لإحدى الشركات الإستثمارية على شرط أن تكون المستشارة لهذه الشركة والمتحدثة الرسمية لها؛ كي تتفرغ لتربية بناتها الخمس.

## مهارة حل المشاكل في حياة ديبي فيلدز
العوائق التي تقف أمامك لاكتساب مهارة حل المشكلات؟
1. الصدمة: إذا جائتك مشكلة تبدأ الغرق فيها بسبب عدم توقعك لحدوثها أو بسبب تقزيم النفس، فاحذر من ثلاثة أشياء في حالة وجود مشكلة:
  1. الإجتياح: وهي أن تجتاح مشكلة ما في العمل مثلاً باقي جوانب حياتك فتؤثر عليها سلباً، وعكسها حصر المشكلة.
  2. الديمومة: لا تتوقع من المشكلة أن تدوم، فكل مشكلة ولها حل، وعكس الديمومة الانتهاء.
  3. الشخصنة: لا يوجد فيك عيوب صناعة؛ لأن الله خلقك في أحسن تقويم، فالمشكلة في الأحداث وليس فيك أنت.
2. الهروب: المشاكل هي منطقة التعلم والهروب هي منطقة الراحة، فاحذر من إلقاء اللوم على الآخرين وعدم الاعتراف بالمشاكل.

## كيف تكتسب مهارة حل المشكلات؟
1. حدد: أول خطوة أثناء وجود مشكلة هو تحديد سببها بدقة، وعدم الهروب منها، فـتسعين بالمائة 8من حل المشكلة يكمُن في تحديد السبب بشكل دقيق.
2. اختار أنسب الحلول: إذا واجتهك مشكلة ما لا تختار الحل الأول أو الثاني، بل اختار الحل الثالث أو الرابع، لأن الحلول الأولى عادة ما تكون حلول سطحية، عكس الحلول العميقة والمناسبة.
3. نفذ: نفذ ن2الحل المُبدع الذي قد يكون مُرهق عليك ولكن هذا الحل هو الذي سيخرجك من المشكلة مع الاخذ بالأسباب والاستعانة بالله عز وجل.
4. قيم: بعد قرار التطوير والتنفيذ، يجب عليك أن تقيم نفسك وتحترمها، أي تكون مدير على نفسك، فلنفسك عليك حق أن تسامحها إذا أخطأت.